# قانون آزادی عراق
قانون آزادی عراق در سال۱۹۹۸ بیانیه سیاست کنگره ایالات متحده است که بیان می‌کند: «این سیاست ایالات متحده باید حمایت از تلاش‌ها برای حذف رژیم به رهبری صدام حسین از قدرت در عراق باشد.»این قانون توسط رئیس‌جمهور بیل کلینتون امضا شد و بیان می‌کند که این سیاست ایالات متحده حمایت از جنبش‌های دموکراتیک در عراق است. این قانون در اکتبر۲۰۰۲ برای استدلال برای مجوز نیروی نظامی علیه عراق استناد شد.
این لایحه توسط نماینده بنجامین گیلمن در ۲۹ سپتامبر ۱۹۹۸ درمجلس نمایندگان این لایحه را در ۵ اکتبر تصویب شد و سنا آن را دو روز بعد با اتفاق آرا به تصویب رساند. پرزیدنت کلینتون قانون آزادی عراق را در ۳۱ اکتبر ۱۹۹۸ امضا کرد.

## یافته‌ها و اعلام سیاست
این قانون نشان داد که عراق بین سال‌های ۱۹۸۰و۱۹۹۸:
1. مرتکب نقض‌های مختلف و قابل توجه قوانین بین‌المللی،
2. به تعهداتی که پس از جنگ خلیج فارس با آنها موافقت کرده بود، عمل نکرد
3. همچنین قطعنامه‌های شورای امنیت سازمان ملل متحد را نادیده گرفته بود.

این قانون اعلام کرد که سیاست ایالات متحده حمایت از «تغییر رژیم» است. این قانون با ۳۶۰ تا ۳۸ در مجلس نمایندگان ایالات متحده و با موافقت مجلس سنا به تصویب رسید. بیل کلینتون، رئیس‌جمهور ایالات متحده، این لایحه را در ۳۱ اکتبر۱۹۹۸ امضا کرد. هدف اعلام شده این قانون این بود: «تعیین برنامه ای برای حمایت از گذار به دموکراسی در عراق». به‌طور خاص، کنگره یافته‌های اقدامات نظامی گذشته عراق را نقض قوانین بین‌المللی کرد و اینکه عراق از ورود بازرسان کمیسیون ویژه سازمان ملل متحد در عراق (UNSCOM) به کشورش برای بازرسی سلاح‌های کشتار جمعی خودداری کرد. کنگره دریافت: «این باید سیاست ایالات متحده باشد که از تلاش‌ها برای برکناری رژیم به رهبری صدام حسین از قدرت در عراق و ترویج ظهور یک دولت دموکراتیک برای جایگزینی آن رژیم حمایت کند.» در ۱۶ دسامبر۱۹۹۸، رئیس‌جمهور بیل کلینتون، عملیات روباه صحرا را که یک کمپین بزرگ بمباران چهارروزه بود، دستور داد.
پرزیدنت کلینتون در فوریه ۱۹۹۸ اظهار داشت:
عراق، از جمله، توانایی جنگ بیولوژیکی تهاجمی، به ویژه۵۰۰۰ گالن بوتولینوم را پذیرفت که باعث بوتولیسم می‌شود. ۲۰۰۰ گالن سیاه زخم؛ ۲۵ کلاهک اسکاد پر از بیولوژیک؛ و ۱۵۷ بمب هوایی. و می‌توانم بگویم بازرسان کمیسیون ویژه سازمان ملل متحد در عراق معتقدند که عراق در واقع تولید خود را بسیار کم نشان داده‌است.
در چند ماه گذشته، زمانی که [بازرسان تسلیحاتی] به ریشه‌یابی ظرفیت هسته‌ای باقی‌مانده عراق نزدیک‌تر و نزدیک‌تر شده‌اند، صدام دست به اقدام دیگری زد تا با تحمیل شرایط تضعیف‌کننده بر بازرسان و اعلام مکان‌های کلیدی که هنوز نتوانسته‌اند جاه‌طلبی‌های آنها را خنثی کند. خارج از محدوده بازرسی شده‌است.
بدیهی است که در اینجا، بر اساس کل تاریخچه این عملیات از سال ۱۹۹۱، تلاش می‌شود تا از هر آنچه که از ظرفیت او برای تولید سلاح‌های کشتار جمعی، موشک‌های تحویل آنها و ذخایر خوراک لازم برای تولید آنها باقی مانده‌است، محافظت شود. بازرسان کمیسیون ویژه سازمان ملل متحد در عراق بر این باورند که عراق هنوز دارای ذخایر مهمات شیمیایی و بیولوژیکی، نیروی کمی از موشک‌های نوع اسکاد و ظرفیت از سرگیری سریع برنامه تولید خود و ساخت سلاح‌های بسیار بسیار بیشتر است.
حالا بیایید آینده را تصور کنیم. چه می‌شود اگر او پایبند نباشد و ما اقدامی نکنیم، یا راه سوم مبهم را انتخاب کنیم، که به او فرصت‌های بیشتری برای توسعه این برنامه سلاح‌های کشتار جمعی می‌دهد و به فشار برای آزادی تحریم‌ها ادامه می‌دهد و به نادیده گرفتن آن ادامه می‌دهد. تعهدات جدی که او انجام داد؟ خوب، او به این نتیجه خواهد رسید که جامعه بین‌المللی اراده خود را از دست داده‌است. او سپس به این نتیجه می‌رسد که می‌تواند ادامه دهد و کارهای بیشتری برای بازسازی زرادخانه ویرانگر انجام دهد. و یک روز، به طریقی، من به شما تضمین می‌کنم که او از زرادخانه استفاده خواهد کرد.
- پرزیدنت کلینتون - ۱۹۹۸

## حمایت از گروه‌های مخالف صدام حسین
این قانون رئیس‌جمهور را ملزم می‌کرد که یک یا چند دریافت کننده کمک واجد شرایط را تعیین کند که شرط اصلی آن مخالفت با رژیم کنونی صدام حسین بود. بر اساس این قانون، چنین گروه‌هایی باید شامل طیف وسیعی از افراد، گروه‌ها یا هر دو عراقی باشند که مخالف رژیم صدام حسین هستند و به ارزش‌های دموکراتیک، روابط مسالمت‌آمیز با همسایگان عراق، احترام به حقوق بشر، حفظ حقوق بشر متعهد هستند. تمامیت ارضی عراق و تقویت همکاری میان مخالفان دموکراتیک رژیم صدام حسین. در ۴ فوریه ۱۹۹۹ پرزیدنت کلینتون هفت گروه را به عنوان واجد شرایط برای کمک بر اساس این قانون تعیین کرد. (به یادداشت 22 USC 2151 و ۶۴ فدرال رزرو مراجعه کنید.Reg.67810). گروه‌ها بودند
1. توافق ملی عراق
2. کنگره ملی عراق،
3. جنبش اسلامی کردستان عراق
4. حزب دمکرات کردستان،
5. جنبش برای سلطنت مشروطه،
6. اتحادیه میهنی کردستان و
7. شورای عالی اسلامی عراق

این قانون به رئیس‌جمهور اجازه می‌دهد تا بهمه این گروه‌ها در موارد زیر کمک کند: کمک‌های پخش (برای پخش رادیو و تلویزیون)، کمک‌های نظامی (آموزش و تجهیزات)، و کمک‌های بشردوستانه (برای افرادی که از صدام حسین فرار می‌کنند). این قانون به‌طور خاص از اعطای اختیار به رئیس‌جمهور برای استفاده از نیروی نظامی ایالات متحده برای دستیابی به اهداف و مقاصد اعلام شده، به استثنای مواردی که طبق قانون در بخش 4(a)(۲)) در اجرای این قانون مجاز است، خودداری کرد.
در نوامبر۱۹۹۸، پرزیدنت کلینتون اظهار داشت که «شواهد بسیار زیاد است که چنین تغییراتی تحت رهبری کنونی عراق رخ نخواهد داد.»

## تأمل در عراق بعد از حسین
این قانون نیاز آینده دادگاه‌های جنایات جنگی در عراق را مورد توجه قرار می‌دهد و می‌گوید: کنگره از رئیس‌جمهور می‌خواهد تا از سازمان ملل بخواهد که یک دادگاه کیفری بین‌المللی بمنظور کیفرخواست، تعقیب و زندانی کردن صدام حسین و دیگر مقامات عراقی که مسئول جنایات علیه بشریت، نسل‌کشی، و سایر موارد نقض حقوق بین‌الملل است.

بیانیه کلی سیاست در قبال عراق پس از صدام نیز بیان شدکه:
حس کنگره این است که به محض برکناری رژیم صدام حسین از قدرت، ایالات متحده باید از انتقال عراق به دموکراسی با ارائه کمک‌های بشردوستانه فوری و اساسی بمردم عراق، با ارائه کمک‌های انتقال دموکراسی به احزاب عراقی حمایت کند. جنبش‌هایی با اهداف دموکراتیک، و بادعوت از طلبکاران خارجی عراق برای ایجاد پاسخی به بدهی خارجی عراق که توسط صدام حسین متحمل شده‌است.

## پیشروی جنگ
پرزیدنت جورج دبلیو بوش، که از کلینتون پیروی می‌کرد، اغلب به قانون آزادی عراق و یافته‌های آن اشاره می‌کرد تا استدلال کند که دولت کلینتون از تغییر رژیم در عراق حمایت می‌کند و علاوه بر این، معتقد است که عراق در حال توسعه سلاح‌های کشتار جمعی است. این قانون به عنوان مبنایی برای حمایت در مجوز کنگره برای استفاده از نیروی نظامی علیه عراق در اکتبر۲۰۰۲ ذکر شد.